# Кувшинов, Геннадий Георгиевич
Генна́дий Гео́ргиевич Кувши́нов (р. 18 марта 1949, село Брынь, Калужская область) — российский учёный, профессор, доктор технических наук.

## Биография
Родился в семье учителей. В 1966 году окончил школу с серебряной медалью, в 1972 году — Московский инженерно-физический институт по специальности «Теплофизика». Работал инженером, ведущим инженером Новосибирского НИИ химического машиностроения.
В 1979 году защитил диссертацию на соискание степени кандидата технических наук в Новосибирском институте теплофизики Сибирского отделения РАН. В 1992 году присвоена учёная степень доктора технических наук (тема диссертации «Процессы и аппараты химической технологии»).
С 1993 г. профессор, в 2001—2010 гг. — заведующий кафедрой технологических процессов и аппаратов Новосибирского государственного университета. В 2010—2013 гг. заведовал кафедрой химии, химической инженерии и защиты окружающей среды в Сочинском государственном университете, с сентября 2013 г. — профессор кафедры.

## Научная деятельность
Автор более 120 научных работ, получил 20 авторских свидетельств и патентов на изобретения.

### Избранные труды
- Статистическая модель неоднородного псевдоожиженного слоя / Г. Г. Кувшинов, Ю. И. Могильных ; АН СССР, Сиб. отд-ние, Ин-т катализа, 54,[1] с. ил. 20 см, Препр. Новосибирск ИК 1990
- Транспорт зернистого материала в элементах аппаратов с плотным и псевдоожиженным слоем / Г. Г. Кувшинов ; АН СССР, Сиб. отд-ние, Ин-т катализа 67 с. ил.
- Введение в анализ химических реакторов: Учеб. пособие для студентов 3-5-х курсов МТФ / Г. Г. Кувшинов ; Новосиб. гос. техн. ун-т
- Теоретические основы энерго- и ресурсосбережения: [учеб. пособие] Геннадий Георгиевич Кувшинов НГТУ, 2008 — Всего страниц: 119